# Live for Life
『Live for Life』（ライブフォーライフ）は、UNIQue the RADIOにて2009年4月6日から2009年10月2日まで生放送されたデジタルラジオの音楽番組。

## 番組概要
月 - 金曜の10時 - 12時の生放送で日替わりパーソナリティによる番組進行とゲストを迎えてのトークを主体に放送してきたが、2009年7月17日の広告代理店向け「2009年秋改編に向けた新番組セールス」の席上にて現行の形での番組体制は2009年10月2日の生放送をもって終了することが発表された。
コンセプトは2009年10月からの文化放送の音楽番組「リッスン? 〜Live 4 Life〜」に引き継がれる。

## 放送時間
- 2009年4月6日 - 10月2日
  - 本放送:月 - 金曜:10:00 - 12:00
  - リピート放送:当日22:00 - 24:00

## パーソナリティ
- 月曜 - 濱本りか（元東日本放送アナウンサー→2009年4月より文化放送アナウンサー）
- 火曜 - 野口綾子
- 水曜 - 押谷沙樹
- 木曜 - 野沢香苗
- 金曜 - 長洲あきな

## 主なコーナー
日刊○○
毎日、1組のミュージシャンからのコメントを放送。コメントは5日連続で流れる。
1. 2009年9月第1週 - 西川貴教

## ゲスト

### 月曜
- 新谷良子（2009年6月1日）
- 川嶋あい（2009年6月29日）
- 飯塚雅弓（2009年7月6日）
- 亀井絵里、久住小春（2009年8月31日）

### 火曜
- IN-HI(2009年9月22日)

### 水曜
- 松倉如子（2009年7月22日）
- マルコス・スザーノ、野沢香苗（2009年9月23日）

### 木曜
- 不破大輔（2009年9月24日）
- ハンバートハンバート（2009年10月1日）

### 金曜
- ユンナ（2009年8月14日）
- 近藤房之助 withサポート鷲崎健（2009年8月21日）
- t-ace、DJ藤田（2009年9月25日）

など。

## 特別番組
- 2009年4月29日の「文化放送ライオンズナイタースペシャル」枠に当番組の番宣番組特番を19:00 - 21:30の150分に渡り生放送していた。当日は各曜日のパーソナリティが全員集合して各曜日の特色や普段では聞けないガールズトークなどをしつつリスナーからのリクエストに答えていた。